# Morning Better Last!
Morning Better Last! es un álbum recopilatorio lanzado en septiembre de 2003. Reúne tres cintas grabadas por David Longstreth en el período 2001 a 2002. Un año más tarde fueron recopilados y publicados por States Rights Records en CD-R y como descarga digital de iTunes. El álbum presenta apariciones especiales de Hank Miller, Liz Tung y Lucy Greene.
Tanto "After Santa Monica Boulevard" como "Dahlonegabhama" se reutilizaron para la canción "Tour Along The Potomac" en The Getty Address, mientras que "Here Comes The Summer King" es una versión acelerada de "Three Brown Finches" en The Glad Fact. Hecho. En 2006, Longstreth comentó sobre el material y explicó que el disco "es como 1/40 de un montón de grabaciones de cuatro pistas que hice en 2002".

## Lista de canciones
Todas las canciones escritas y compuestas por David Longstreth. 
| N.º | Título                                          | Duración |  |
| 1.  | «The Softer Shell»                              | 4:33     |  |
| 2.  | «Brother Had a Birthday»                        | 1:49     |  |
| 3.  | «The Enterprising Catalyst»                     | 2:15     |  |
| 4.  | «Grandfather's Jacket»                          | 2:06     |  |
| 5.  | «After Santa Monica Boulevard»                  | 1:54     |  |
| 6.  | «Dahlonegabhama»                                | 1:44     |  |
| 7.  | «Further On Down the Strip»                     | 1:21     |  |
| 8.  | «Katydids Calling»                              | 2:10     |  |
| 9.  | «Twenty-Foot Stalks (exit 14)»                  | 1:34     |  |
| 10. | «We Could Cling»                                | 2:25     |  |
| 11. | «The Love-Prayer Book»                          | 0:37     |  |
| 12. | «To Give It Weight (Then He Gave It Cartilage)» | 2:34     |  |
| 13. | «Here Comes The Summer King»                    | 2:22     |  |
| 14. | «Her Freezing and Thawings»                     | 3:38     |  |
| 15. | «Hildegarde vs. Beach Boys»                     | 1:33     |  |
| 16. | «We Two Feared the Storm»                       | 2:33     |  |
| 17. | «How Does My Mind Work?»                        | 3:50     |  |
| 18. | «I Am Going to See It»                          | 2:31     |  |
| 19. | «Fake Folks»                                    | 2:50     |  |
| 20. | «The Disordered Sprawl»                         | 1:44     |  |
| 21. | «Like Once Heated Milk»                         | 5:04     |  |
| 22. | «O! You Hungering Infants»                      | 1:21     |  |
| 23. | «Morning Had Better Last!»                      | 0:59     |  |